# Odezwa wielkiego księcia Mikołaja Mikołajewicza do Polaków

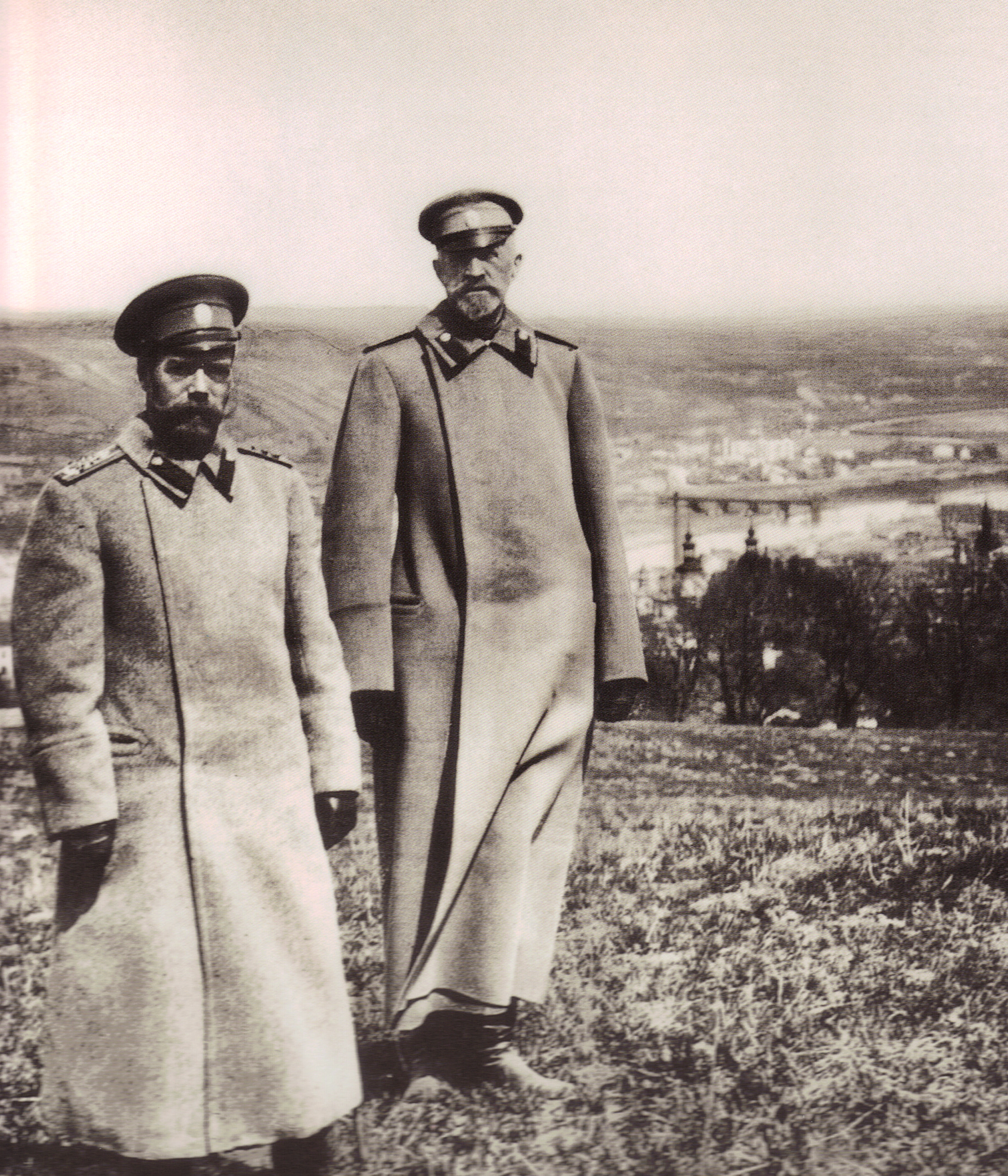
Mikołaj II i Mikołaj Mikołajewicz, 1915

Odezwa wielkiego księcia Mikołaja Mikołajewicza do Polaków ogłoszona 1 sierpnia?/14 sierpnia 1914. Sygnowana przez Mikołaja Mikołajewicza, ówczesnego naczelnego wodza armii rosyjskiej. Odezwa zapowiadała odrodzenie Polski [...] swobodnej w swej wierze, języku i samorządzie, jednak pod berłem cara. Brakło konkretyzacji, w jakich granicach Polska miałaby funkcjonować, a nawet jaki miał być zakres samorządu.

## Historia
Pod względem formalnym odezwa nie posiadała sankcji cesarza Mikołaja II, czego wymagał każdy ogólnopaństwowy akt Imperium Rosyjskiego, tym samym pozbawiona była znaczenia prawnego.
Mimo tej ogólnikowości, grupa 62 zwolenników współpracy z Rosją adresowała do wielkiego księcia wiernopoddańczy telegram dziękczynny, głoszący m.in. Głęboko wzruszeni orędziem Waszej Cesarskiej Wysokości, które nam obwieszcza, że waleczna armia rosyjska, dobywszy oręża w obronie Słowian, walczy i za świętą dla naszego narodu sprawę wskrzeszenia zjednoczonej Polski, złączenia w jedną całość wszystkich rozdartych jej części pod berłem Jego Cesarskiej Mości, niżej podpisani przedstawiciele stronnictw politycznych i grup społecznych polskich wierzymy mocno, że krew synów Polski, przelewana łącznie z krwią synów Rosji w walce ze wspólnym wrogiem, stanie się największą rękojmią nowego życia w pokoju i przyjaźni dwóch narodów słowiańskich.
W następnych latach carski rząd kilkakrotnie obradował nad projektem zapowiadanego samorządu. 1 sierpnia 1915 ówczesny premier Iwan Goriemykin oświadczył na posiedzeniu Dumy: Przechodzę do poruszenia kwestii polskiej, która oczywiście nie będzie mogła być rozwiązana, jak po wojnie. Ale w tych dniach jest rzeczą ważną podać narodowi polskiemu do wiadomości, że jego przyszła organizacja została ostatecznie i nieodwołalnie zadecydowana przez manifest W. Ks. Mikołaja na początku wojny. Rycerski, szlachetny, wierny, dzielny naród polski zasługuje na wszelkie sympatie i nieograniczony szacunek. Dzisiaj polecił mi cesarz oświadczyć panom, że kazał Radzie Ministrów wypracować projekty ustaw, przyznające po wojnie Polakom prawo swobodnego organizowania swego życia narodowego, społecznego i gospodarczego na podstawie autonomii pod berłem cesarza Rosji.
Projekt ministra spraw zagranicznych Sazonowa przedstawiony 17 kwietnia 1916 do spraw ogólnopaństwowych (zatem wyłączonych z gestii Królestwa) zaliczał zwłaszcza: następstwo tronu, sprawy zagraniczne, siły zbrojne, cerkiew prawosławną, finanse, łączność, lotnictwo, koleje, prawa autorskie, przynależność państwową, ustawy karne dotyczące spraw ogólnopaństwowych, ustawy o współdziałaniu organów rządzących i sądowych oraz o rozstrzyganiu konfliktów między ustawodawstwem ogólnopaństwowym i polskim. Władzę ustawodawczą Królestwa miał pełnić cesarz razem z Sejmem, wykonawczą również cesarz – sam bądź za pośrednictwem wyznaczonych przez siebie osób. Premier Boris Stürmer przedstawiając cesarzowi projekt manifestu 19 lipca 1916 podkreślał, że nie jest to umowa związkowa (союзный договор), lecz jedynie początek prowincjonalnej autonomii (начало областной автономии).

### Od rozkazu Mikołaja II
Akt 5 listopada (1916) zmusił carat do kolejnego oświadczenia w sprawie polskiej. Rozkaz Mikołaja II jako naczelnego wodza z 12 grudnia?/25 grudnia 1916 zawierał na ten temat jedno zdanie: Rosja nie zapewniła sobie jeszcze urzeczywistnienia celów wyznaczonych jej przez wojnę: obsadzenia Konstantynopola i cieśnin, oraz stworzenia Polski wolnej, złożonej ze wszystkich trzech części, dotąd rozdzielonych. Było to jeszcze bardziej enigmatyczne od odezwy wielkiego księcia z 1914. Jeden z ugodowców Zygmunt Wielopolski po uzyskaniu audiencji u cara ogłosił, że ma to dla Polski oznaczać własny odrębny ustrój państwowy, własne izby prawodawcze i własną armię. Waga oświadczenia uczynionego za pośrednictwem była niższa niż bezpośredniego, a zapowiedziane osobne organy państwowe (w tym armia) nie były wystarczającym przejawem podmiotowości prawa międzynarodowego przy braku gwarancji samodzielnej polityki zagranicznej.
Wkrótce po wymuszonej abdykacji Mikołaja II tymczasowy rząd księcia Lwowa w manifeście z 17 marca?/30 marca 1917 uznawał dla narodu polskiego pełne prawo stanowienia o swoim losie według własnej woli i że wierny układom ze swymi sprzymierzeńcami, wierny wspólnym planom walki przeciwko światu germańskiemu, chciwemu walki, dopomoże do utworzenia niezawisłego państwa polskiego ze wszystkich terytoriów, w których Polacy tworzą większość, jako rękojmię trwałego pokoju w przyszłej, nowo zorganizowanej, Europie.
Traktat brzeski z 3 marca 1918 oznaczał dla Rosji zrzeczenie się licznych ziem, w tym polskich, litewskich i ukraińskich, jednak zarówno bolszewicy jak alianci uznali go za wymuszony. Traktat wersalski zobowiązywał Rzeszę szanować niepodległość wszystkich terytoriów, które stanowiły część byłego Cesarstwa rosyjskiego w dniu 1 sierpnia 1914 roku, jako trwałą i niezbywalną (art. 116) oraz obowiązek uznania granic tychże państw i traktatów zawartych z nimi przez aliantów (art. 117). RFSRR po zbrojnych próbach opanowania tych krajów uznała ich niepodległość w dwustronnych układach pokojowych – z Polską traktat ryski (1921).